# Mirabelle de Metz
Mirabelle de Metz' es el nombre de una variedad cultivar de ciruela (Prunus syriaca). 
Una variedad de Mirabelle cultivada, que fructifica regularmente y es muy productiva. Lleva el nombre de la ciudad de Metz en Lorena, que es una de sus principales áreas históricas de cultivo. 
Son ciruelas pequeñas, con la piel amarillo dorado con algo de color rojizo, y su carne de color amarillo calabaza, firme, crujiente, medianamente jugosa, con sabor poco azucarado, muy refrescante y agradable. Tolera la zona de rusticidad delimitada por el departamento USDA, de nivel 5.

## Historia
Se cree que este cultivo se domesticó en la región del Asia Menor, a partir de un fruto salvaje local. Hoy en día el 80% de la producción mundial de este fruto se halla concentrada en la región de Lorena, donde si bien existen diferentes variedades, se distinguen principalmente dos: 'Mirabelle de Nancy' y 'Mirabelle de Metz'. Mientras que la variedad de Metz es más pequeña, menos dulce y sin manchas rojas en la piel, la variedad llamada de Nancy es más apropiada para su consumo fresco por ser más dulce.
La ciruela Mirabelle de Lorena cuenta con Indicación Geográfica Protegida (IGP) desde 1996. Una garantía de calidad que la convierte en la primera fruta francesa etiquetada.

## Características
'Mirabelle de Metz árbol de crecimiento medio crecimiento esparcido. Los árboles son bastante robustos y medianamente resistentes a las heladas. Tiene un tiempo de floración que comienza a partir del 20 de abril con el 10% de floración, para el 25 de abril tiene un floración completa (80%), y para el 6 de mayo tiene un 90% caída de pétalos.
'Mirabelle de Metz' tiene una talla de fruto pequeño con peso promedio de 8.30gr, y longitud de tallo promedio de 10.14mm; forma del fruto  elíptico redondeado, algo aplastado en ambos polos, ligeramente asimétrico, con la sutura poco visible, con línea de color indefinido, grisáceo o verdoso, transparente, situada en una depresión muy suave, más acentuada en el polo pistilar; epidermis cuya piel es lisa, brillante, poco pruinosa, con la pruina blanquecina muy fina, no se aprecia pubescencia, color amarillo dorado con manchas o estrías longitudinales de color verde, chapa variable rosa ciclamen con manchitas rojo carmín vivo, a veces solo estas manchas o totalmente sin chapa, punteado abundante, menudo, blanquecino, prácticamente sin aureola.
Carne de color amarillo calabaza, firme, crujiente, medianamente jugosa, con sabor poco azucarado, muy refrescante y agradable.
Alcanza su madurez entre finales de agosto y principios de septiembre, celebrándose con una fiesta (Fêtes de la mirabelle) en la ciudad de Metz y una gincana (Raid de la mirabelle) junto al lago de Madine.

## Usos

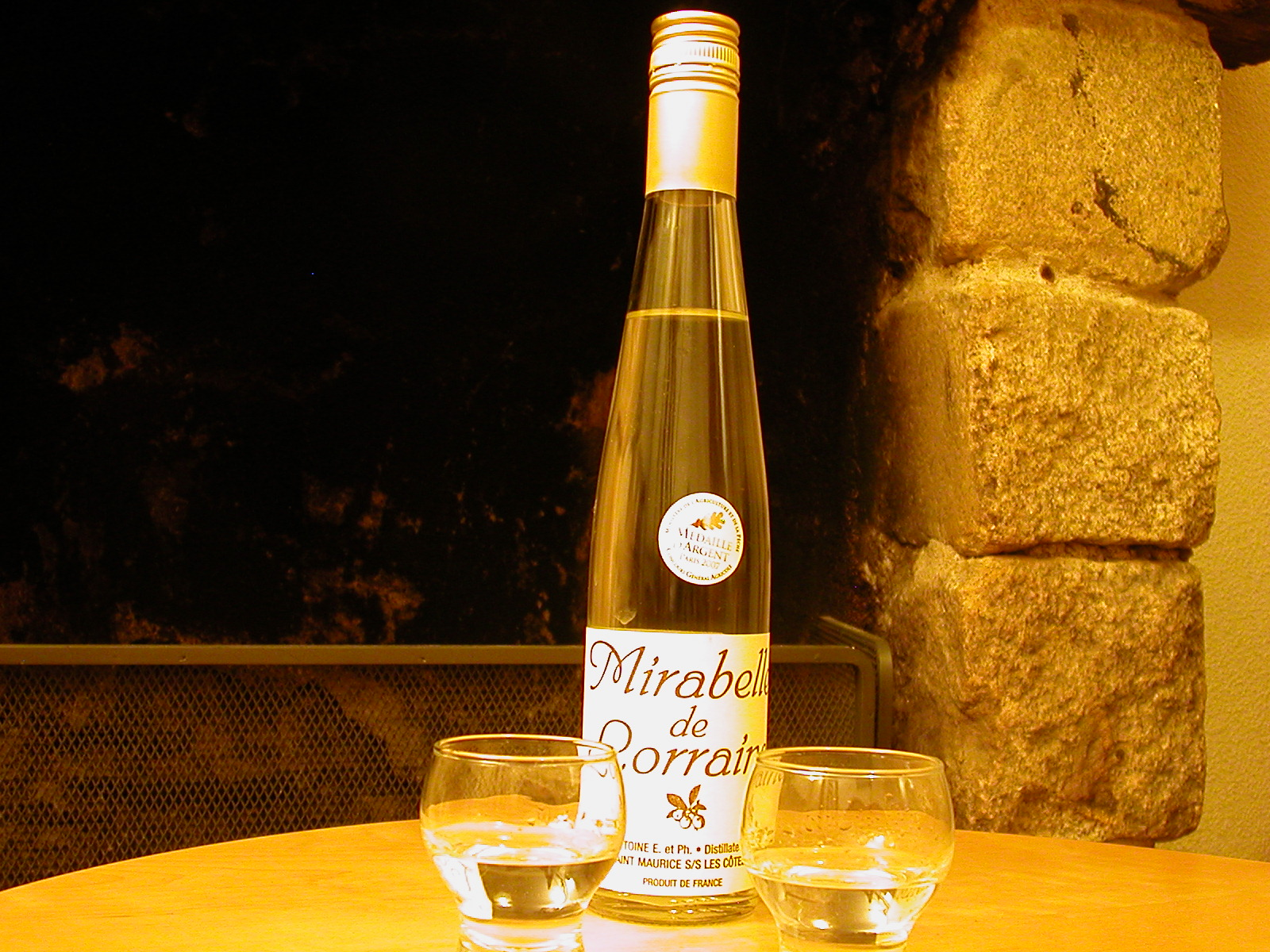
Aguardiente de ciruela Mirabelle, típico de Lorena.

La ciruela 'Mirabelle de Metz' normalmente no se comen crudas de fruta fresca en mesa debido a su poca cantidad de azúcar, por lo que para su mejor aprovechamiento se le producen diversos procesos de elaboración tal como en mermeladas, almíbar de frutas, compotas, galletas, o en tés.
Ciruela muy apreciada en las elaboraciones culinarias sobre todo para acompañar carnes, y en confitería.
Ciruela empleada en la elaboración de licor y aguardientes.
En España se cultiva en Galicia en O Rosal, un valle del sur de la provincia de Pontevedra en el que fue introducido hacia mediados del siglo XX por Xosé Sánchez García y en donde se ha aclimatado a la perfección. En Galicia se consume en fresco. Pero también se fabrican y comercializan conservas y licores, en especial un destilado elaborado por Pazo de Valdomiño en su destilería de Goián.